# Uskiella
Uskiella é um gênero extinto de plantas do início do Devoniano (cerca de 420 até 390 milhões de anos atrás ). Os caracteres diagnósticos são eixos nus que se ramificaram isotomamente, terminando em esporângios de forma plana elipsoidais, verticalmente alongados, que se dividem longitudinalmente em duas válvulas.  Os esporos da espécie Uskiella reticulata têm uma aparência reticulada.  Espécimes carbonizados foram encontrados no País de Gales,  com uma possível ocorrência na Austrália. 

## Filogenia
A classificação do gênero não é clara pois muitos detalhes anatômicos estão desconhecidos. Em 2004, Crane et al. publicou um cladograma para os polisporangiófitos, na qual o gênero Uskiella foi colocado sendo um gênero basal aos licófitos. 
Hao e Xue em 2013 colocaram o gênero como um riniófito.